# Holcophora
Holcophora là một chi bướm đêm thuộc họ Gelechiidae.